# Modernizm we Włoszech

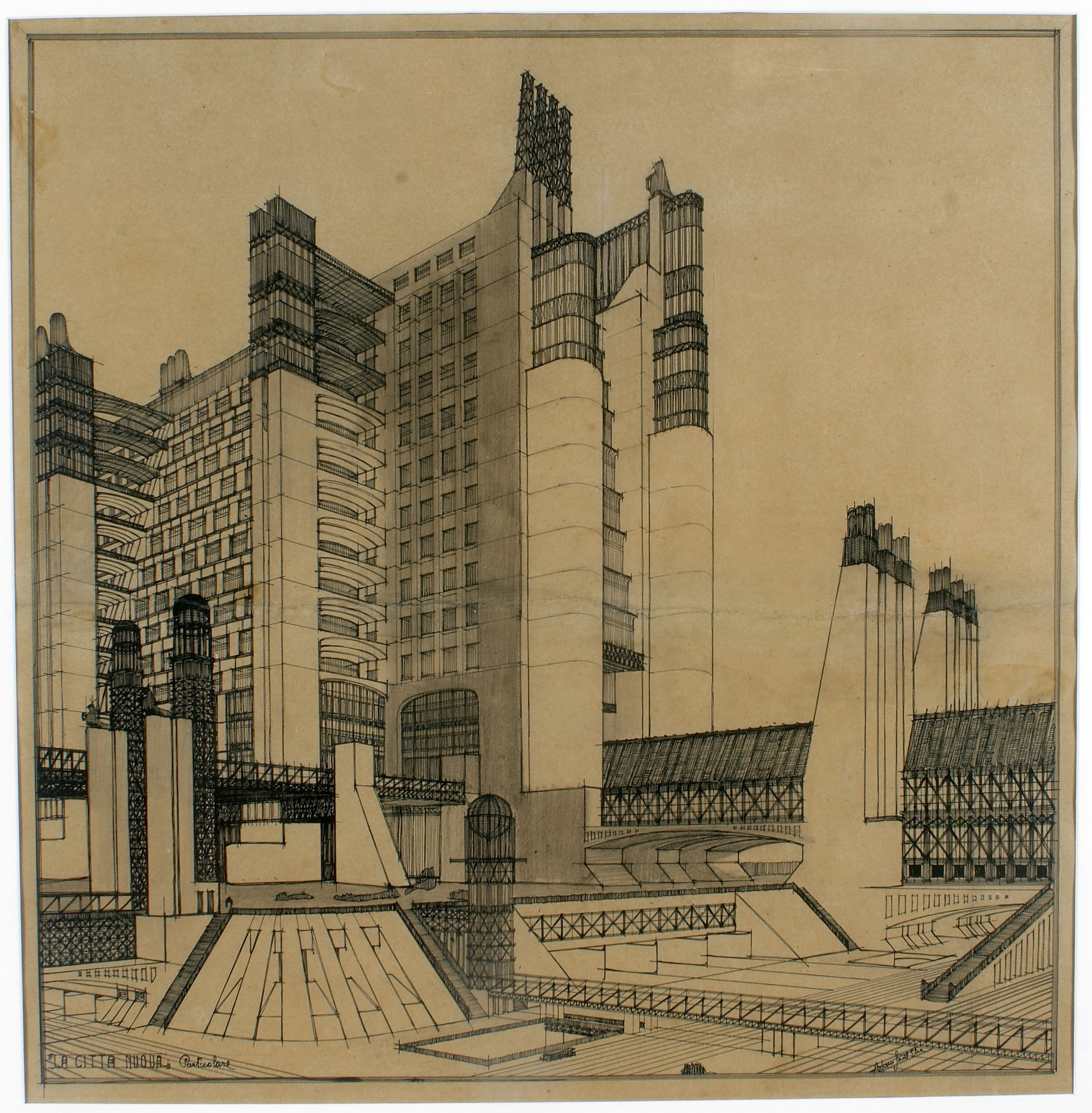
Modernizm włoski: A. Sant’Elia, szkic wieżowca, 1914

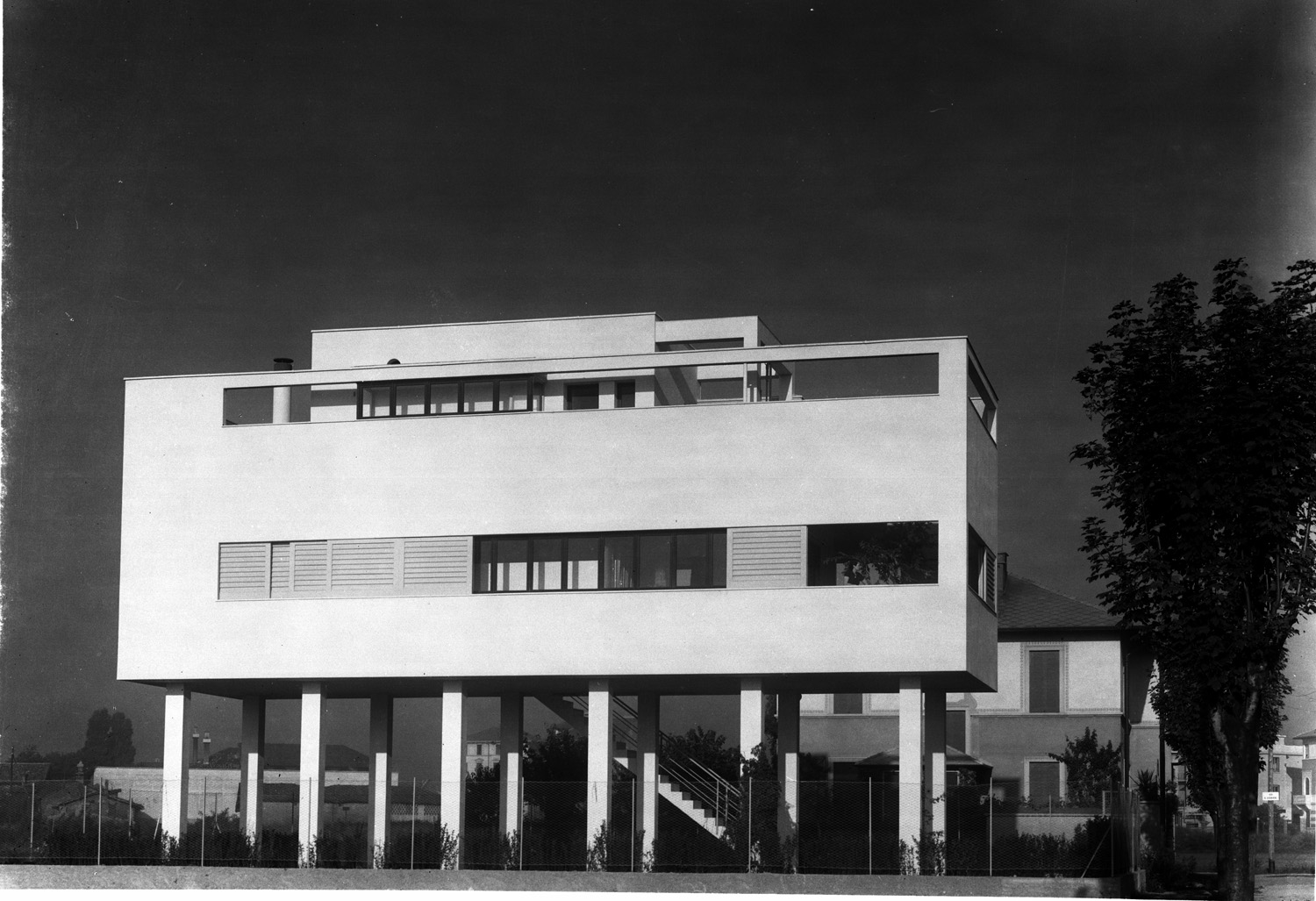
Willa Luigi Figini w Mediolanie, 1935

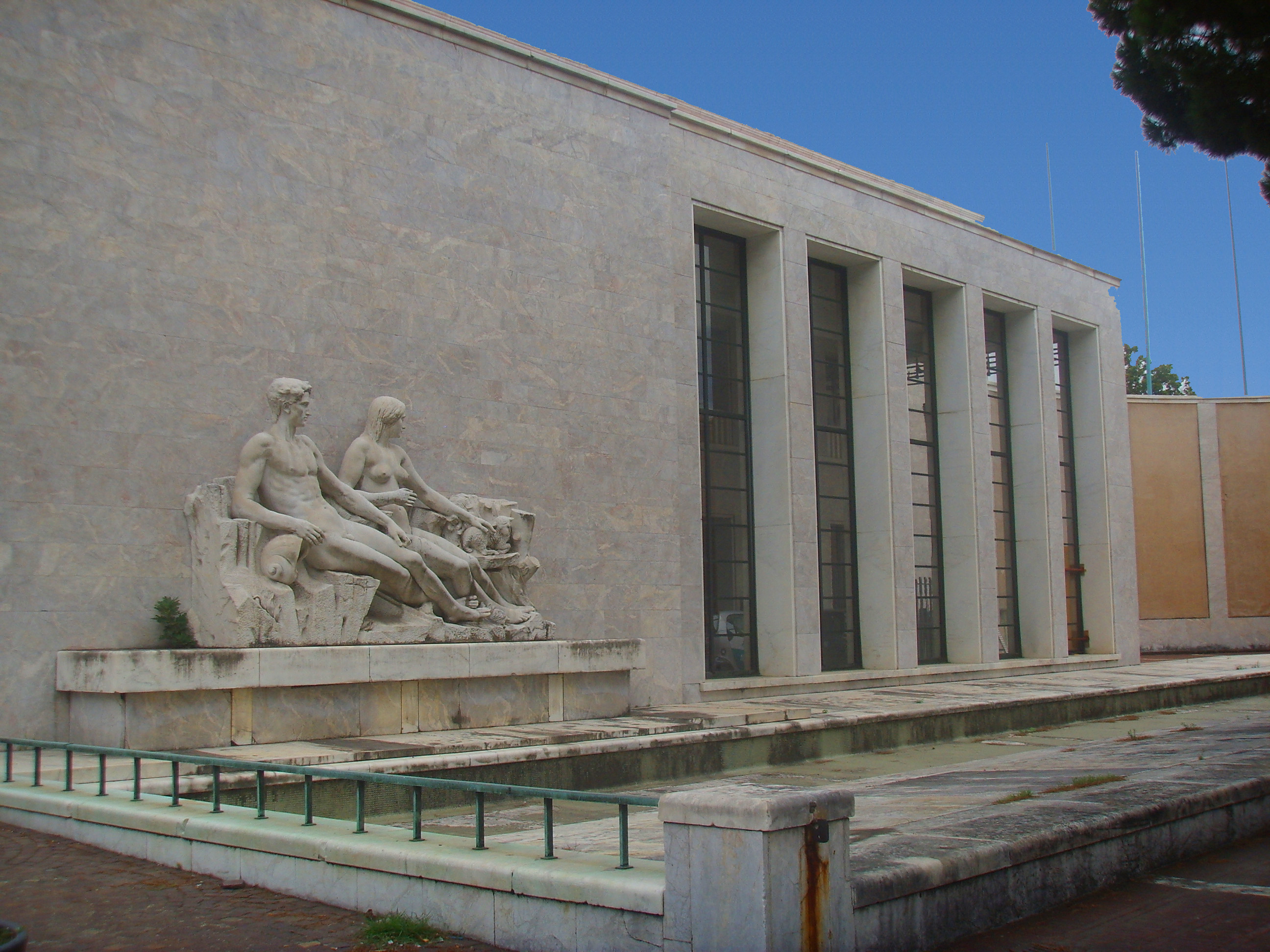
Grupa toskańska wybudowała Pałacyk Królewski Santa Maria Novella we Florencji, biały marmur, 1935

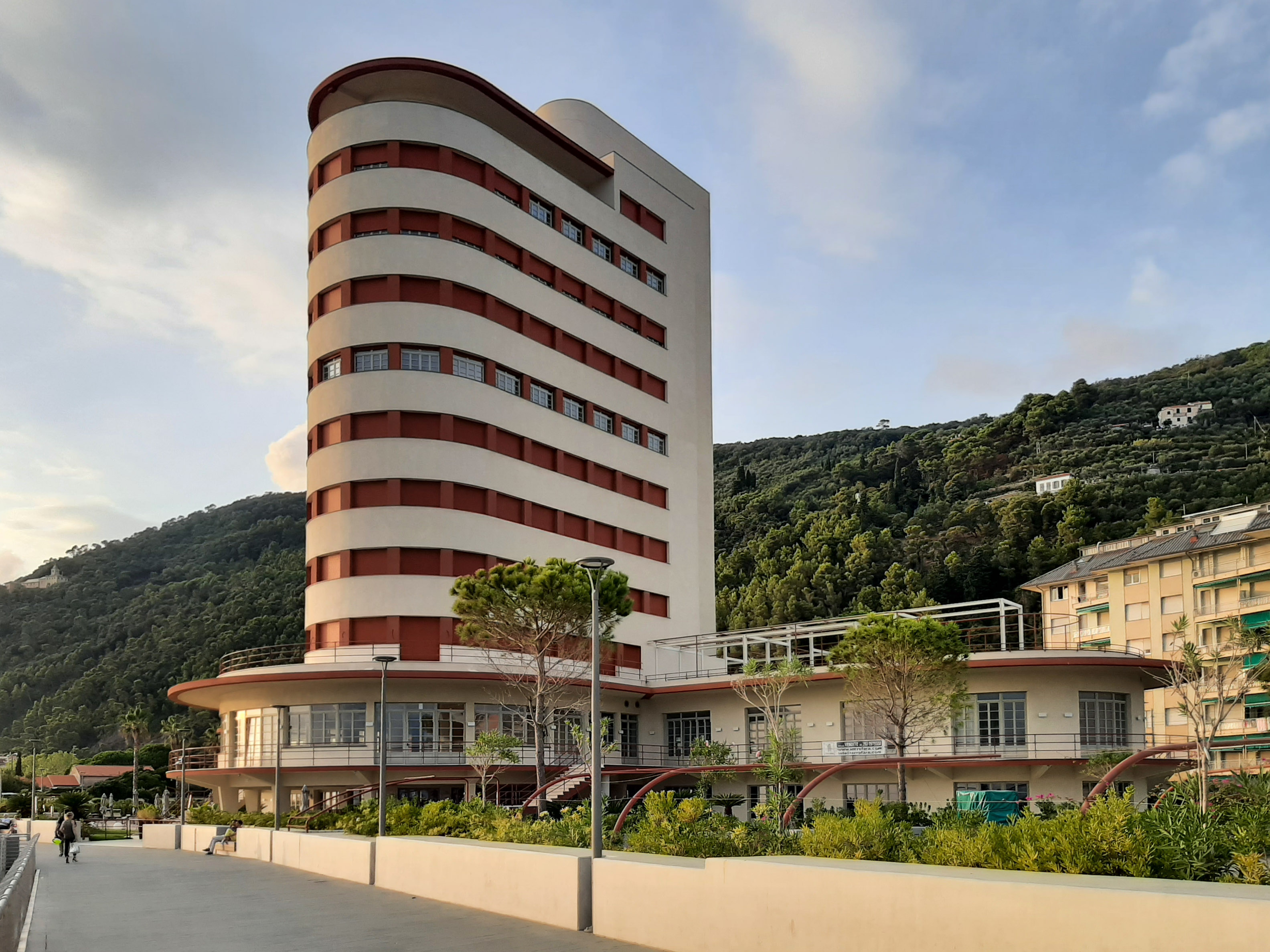
Colonia Fara, Camillo Nardi Greco i Lorenzo Castello, nadmorski hotel w Chiavari, 1936

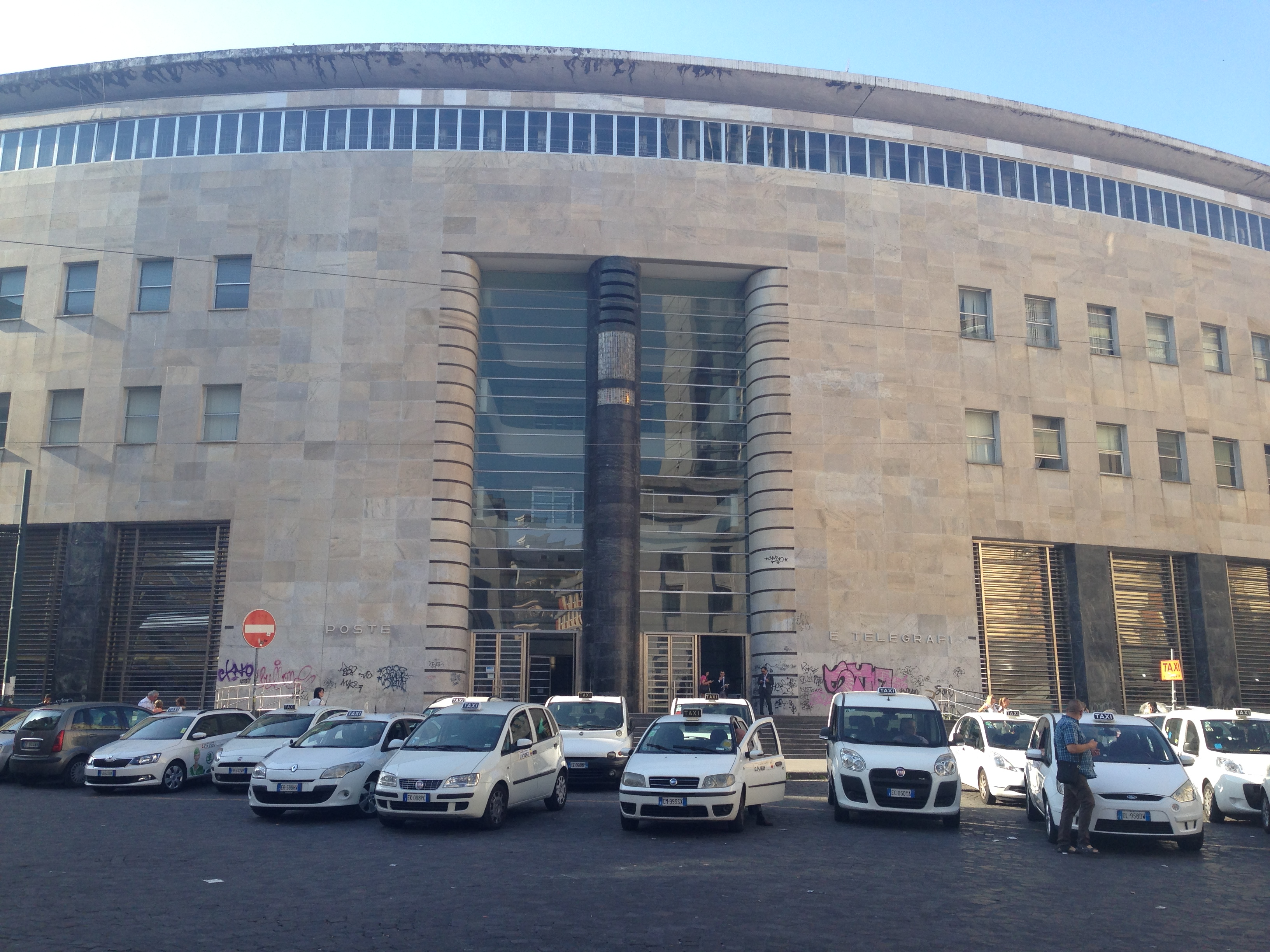
Poczta w Neapolu, marmur i dioryt, Gino Franzi, 1936

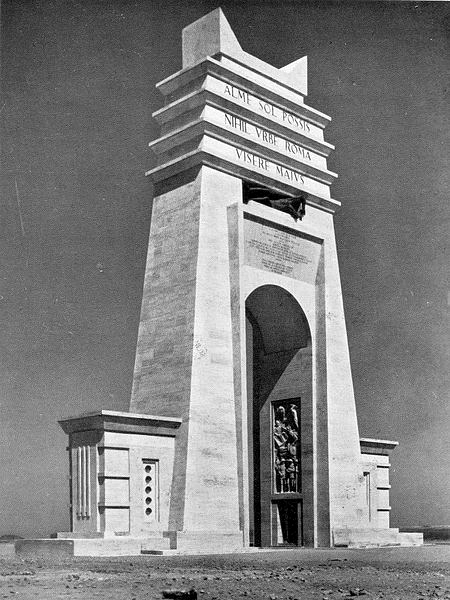
Łuk Filenów w Libii, trawertyn, 1937. Symbol potęgi kolonialnej faszystowskich Włoch

Modernizm (wł. movimento moderno, razionalismo italiano) jako prąd w architekturze włoskiej rozwijał się w oddaleniu od głównych ośrodków, lecz kilka razy wpłynął na rozwój architektury światowej.
Na początku XX w. (od 1909) rozwijał się w sztuce Włoch futuryzm, jednak nie miał dominującej pozycji w świecie artystycznym. Ruch futurystyczny łączył fascynację nowoczesnością z włoskim nacjonalizmem i zaangażowaniem w rozwój idei faszystowskiej. Zainicjowany przez Marinettiego, został przełożony na język architektury w projektach wieżowców, lotnisk i całych metropolii przez Antonia Sant’Elię. Jego twórczość, choć ograniczała się do kilkunastu utopijnych projektów, odbiła się w Europie tuż po I wojnie światowej (już po śmierci architekta) szerokim echem i wpłynęła silnie na idee modernistyczne.
W połowie lat 20. rywalizowały ze sobą przeciwstawne obozy zwolenników futuryzmu z architektami klasycyzującymi, a zwłaszcza neobarokowymi (tzw. Novecento). Powstała wtedy formacja racjonalistów, gruppo 7, wybrała trzecią drogę rozwoju, czyli krajową odmianę funkcjonalizmu. Włoski faszyzm zaakceptował początkowo nowoczesne formy budynków jako zgodne z duchem ruchu. Architektura i nowoczesna sztuka spełniały rolę propagandową, budynki stanowiły scenerię wieców faszystowskich i przemówień Mussoliniego. Konserwatyści doprowadzili jednak w początku lat 30. do tego, że duce wycofał poparcie dla racjonalizmu i odtąd w przypadku funkcji reprezentacyjnych wymagane były symetria i stabilność założenia. Modernistyczne budynki często przyjmowały pewien rodzaj kamuflażu w postaci uzupełnienia o uproszczony portyk, balkon czy maszty flagowe. Taka architektura włoskich budynków rządowych lat 30. XX w. wywarła m.in. silny wpływ na rozwój modernizmu w Polsce. Ostatecznym starciem przystosowanych do nowych warunków racjonalistów i neoklasycystów włoskich był konkurs na Palazzo di Littorio (centralę partii faszystowskiej) w 1934, w którym zwyciężył konserwatysta Del Debbio. Nadal powstawały jednak racjonalistyczne budynki mieszkalne i przemysłowe.
Po II wojnie światowej modernizm włoski, pozbawiony czołowej postaci jaką był Giuseppe Terragni, a do tego uwikłany we współpracę z reżimem, długo nie odzyskał przedwojennego znaczenia. Wskazującym kierunek dalszego rozwoju twórcą stał się konstruktywista Pier Luigi Nervi, tworzący spektakularne konstrukcje betonowe.

## Wybrane przykłady modernizmu we Włoszech
(lista chronologiczna)
- Biurowiec poczty w Neapolu, Giuseppe Vaccaro i Gino Franzi, 1932-1936
- Palazzo Terragni (inaczej Casa del Fascio, czyli Dom Faszystów) w Como[1], Giuseppe Terragni, 1932-1936 – siedziba lokalnych władz partyjnych, kubiczny budynek na rzucie kwadratu z przeszklonym dziedzińcem i wapiennymi elewacjami złożonymi z bezokiennych pasów oraz rastra kwadratowych słupów i krawędzi stropów. Przeplatające się w przestrzeni bloki funkcjonalne zostały zawarte w klarownej siatce 194 sześcianów składających się na prostopadłościenny budynek. Wejście złożone z 18 przeszklonych skrzydeł drzwiowych, otwieranych automatycznie za pomocą przycisku elektrycznego[2].
- Colonia Agip (Sandro Mussolini) w Cesenatico, Giuseppe Vaccaro, 1938
- Dworzec kolejowy Firenze Santa Maria Novella, Giovanni Michelucci, 1934
- Wejście dworca Termini w Rzymie, E. Montuori, L. Calini, A. Vitellozzi, M. Castellazzi, V. Fadigati, A. Pintonello, 1948-1950
- Palazzetto dello Sport w Rzymie, Pier Luigi Nervi, A. Vitellozzi, 1956-1958
- Wieżowiec firmy Pirelli w Mediolanie, Gio Ponti i Pier Luigi Nervi, 1958 – nowatorski biurowiec na rzucie w kształcie cygara. Piony instalacyjno-komunikacyjne, pełniące także funkcje konstrukcyjną znajdują się na obu końcach narysu rzutu, między nimi zaś zawieszone są wolne od konstrukcji pomieszczenia użytkowe.

## Główni przedstawiciele modernizmu we Włoszech
Giancarlo De Carlo | Pier Luigi Nervi | Antonio Sant’Elia | Giuseppe Terragni | Giuseppe Vaccaro